# شارع المغرب العربي (مدينة تونس)
شارع المغرب العربي هو جزء من الطريق الحزامية حول مدينة تونس (مدينة)، يتصل من الشمال بالطريق الوطنية رقم 8 ومن الجنوب بشارع الجمهورية.